# 엘라 엠호프
엘라 엠호프(Ella Emhoff, 1999년 5월 29일 ~ )는 미국의 모델, 패션 디자이너, 예술가이다. 제49대 미국 부통령 카멀라 해리스의 남편 더글러스 엠호프의 친딸이자 해리스 부통령의 의붓딸이다.